# FRONTIER (宮野真守のアルバム)
『FRONTIER』（フロンティア）は、宮野真守の5枚目のオリジナルアルバム。2015年9月16日にキングレコードから発売された。

## 概要
宮野真守のアルバムとしては前作『PASSAGE』から約2年ぶりのリリースとなる。
制作コンセプトとして「集大成ではなく、今まで積んできた経験をもってして出来る新しいことへの挑戦」と「自分自身の新たな表現の探求」が掲げられており、「最前線」または「最先端」を意味するタイトルには「まだ見ぬ答えを追い求め、貪欲に道を切り開きたい」という宮野の気持ちが込められてる。制作はコンサートツアー『MAMORU MIYANO LIVE TOUR 2015 〜AMAZING!〜』が終了した直後から開始され、宮野はこの際、楽曲に関わったほぼ全てのクリエイター陣と顔を合わせたことで、結果的に様々な形のチャレンジが全ての曲で出来たと語っている。
販売形態はCD+Blu-ray（KICS-93258）、CD+DVD（KICS-93259）、CD（KICS-3258）の3種類で、Blu-rayおよびDVDには「BREAK IT!」、「シャイン」、「FRONTIER」のPVのほか、2014年夏にロサンゼルスにて撮影されたドキュメンタリー映像『MAMO in L.A.2014』などが収録されている。また、ディスクジャケットは「アート」というテーマで制作されており、初回限定盤は「ゼロから始まる」という意味でモノクロになっている。

## アルバム収録内容
CD
1. FRONTIER [4:15][1]
  - 作詞：宮野真守、作曲・編曲：STY
  - 宮野が「幕開けにふさわしい壮大な曲」と評する、テンポがアンダンテの曲。歌詞には「『PASSAGE』発売から2年の間に得た経験値をもってして、自分も驚くような新境地に立ちたい」という思いが込められている[8][9]。
  - PVは宮野が歌いながら歩いていく内容になっている。なお、撮影はカリフォルニアのドライレイクで、マジックアワーにワンカットで撮影された[6][8]。もしものために、PVが2つ存在している。
2. BREAK IT! [4:14][1]
  - 作詞・作曲・編曲：STY
  - TVアニメ『 カードファイト!! ヴァンガードG 』OP主題歌
3. Evolve [4:12][1]
  - 作詞：Amon Hayashi、作曲・編曲：Jin Nakamura
  - ラジオ『宮野真守のRADIO SMILE』OPテーマ
  - Jin Nakamuraの手掛ける宮野の楽曲としては初となるロックナンバー。テーマは「今の自分だから出来る進化」[8][9]。
4. Naked Tango [4:35][1]
  - 作詞：由潮、作曲・編曲：市川淳
  - 作曲を担当した市川の提案でバンドネオンが取り入れられた、アルゼンチンタンゴ調の曲[8][9]。宮野曰く「物語性が一番つよい」[6]。
5. Fight for love [4:30][1]
  - 作詞・作曲・編曲：SHOW
  - 恋愛応援ソングとして制作された楽曲。一歩を踏み出す勇気を貰えるような、ポップでキャッチャーな歌に仕上がっている[9]。
6. NEW ORDER [4:02][1]
  - 作詞・作曲・編曲：STY
  - TVアニメ『うーさーのその日暮らし 覚醒編』主題歌
7. TRUST ME [4:02][1]
  - 作詞：WISE、作曲：TSUGE・Jae、編曲：TSUGE
  - 作詞を担当したWISEがバイリンガルということもあり、宮野は「ラップが今までの楽曲とはまた違っている」と語っている[9]。
8. Can't Ever Let You Go [4:58][1]
  - 作詞・作曲：marhy、編曲：久保田光太郎
  - ラジオ『宮野真守のRADIO SMILE』EDテーマ
  - 優しい曲調のR&B[9]。
9. Magic （WEST LA REMIX） [3:33][1]
  - 作詞：Amon Hayashi、作曲・編曲：Jin Nakamura
10. DON'T STOP! [4:42][1]
  - 作詞：宮野真守・Amon Hayashi、作曲・編曲：高橋浩一郎
  - 力強いロックサウンドとして制作された楽曲。なお、宮野とAmon Hayashiが共同して作詞するのは本楽曲が初となる[8][9]。
11. シャイン [4:36][1]
  - 作詞：宮野真守、作曲：上松範康（Elements Garden） 、編曲：藤田淳平（Elements Garden）
  - TVアニメ『うたの☆プリンスさまっ♪ マジLOVEレボリューションズ』主題歌
12. ただ、そばにいて [6:27][1]
  - 作詞・作曲：由潮、編曲：菊池達也
  - 宮野の楽曲としては、由潮がはじめて作曲を担当したバラード。限りなくシンプルで、かつ語るように歌うことが意識された。「ファンやスタッフがいることで自分なりの表現ができる」という想いが込められていると宮野は話している[8][9]。

Blu-ray&DVD（初回限定盤のみ）
1. BREAK IT!（Music Video）
2. シャイン（Music Video）
3. FRONTIER（Music Video）
4. MAKING
5. MAMO in L.A.2014
6. NEW ORDER -Another Edition-